# Sericocoma pungens
Sericocoma pungens là loài thực vật có hoa thuộc họ Dền. Loài này được Fenzl miêu tả khoa học đầu tiên năm 1843.